# Rund um die Hainleite 1954
Rund um die Hainleite 1954 war die 40. Austragung des seit 1907 ausgefahrenen deutschen Straßenradrennens Rund um die Hainleite. Es fand am 27. Mai mit Start und Ziel in Erfurt statt. Diese Strecke war 226 Kilometer lang.

## Rennverlauf
Die BSG Post Erfurt war wie im Vorjahr Organisator des Eintagesrennens von und nach Erfurt. Am Start war auch eine Auswahlmannschaft des Bundes Deutscher Radfahrer mit Paul Maue, Matthias Löder, Karl Loy, Hennes Junkermann und weiteren Fahrern. Dazu kamen 16 Radrennfahrer der Leistungsklasse I aus der DDR. Die Fahrer der Leistungsklasse I hatten acht Minuten Vorgabe gegenüber der Leistungsklasse II aufzuholen. Aus diesem Feld löste sich Erich Schulz und erreichte nach rund 70 Kilometern die Vorgabefahrer allein. Zu diesem Zeitpunkt war von den Mitfavoriten Horst Tüller nach Defekt weit zurückgefallen. Schulz stürzte wenig später und zerbrach dabei sein Vorderrad.
Bei Kilometer 100 bildeten Schur, Schletz, Winkelmann und Naumann die Spitze. Maue hatte hier bereits den zweiten Reifenschaden und setzte allein der Spitze nach. Auf der bergigen Strecke bei Heiligenstadt fiel die Verfolgergruppe auseinander. Nach 130 Kilometern war Schur allein an der Spitze, gefolgt von Maue und einer vierköpfigen Gruppe. Die restlichen 96 Kilometer bis zum Ziel fuhren Schur und Maue auf ihren Positionen als Solisten.
|     | Fahrer             | Verein/Ort                 | Zeit (h)        |
| --- | ------------------ | -------------------------- | --------------- |
| 01. | Gustav-Adolf Schur | BSG Aufbau Börde Magdeburg | 6:18:13         |
| 02. | Paul Maue          | BDR                        | + 9:26 Minuten  |
| 03. | Martin Naumann     | BSG Rotation Leipzig       | + 11:28 Minuten |
| 04. | Günter Weber       | SC Wismut Karl-Marx-Stadt  | + 11:28 Minuten |
| 05. | Schletz            | BSG Empor Weißenfels       | + 11:28 Minuten |
| 06. | Josef Thiesen      | BDR                        | + 12:22 Minuten |
| 0 … |                    |                            |                 |